# Степанов, Константин Михайлович
Константин Михайлович Степанов (1900, село Солодинки, Астраханская губерния — 1982) — советский фитопатолог, специалист по грибным эпифитотиям.
Родился в селе Солодинки Астраханской губернии. Из казаков.
После окончания университета (1922) работал на Астраханской станции защиты растений. В 1928 г. окончил ленинградские Высшие курсы прикладной зоологии и фитопатологии (Институт прикладной зоологии и фитопатологии, ИЗИФ).
В 1928-1958 гг. работал в ВИЗР сначала ассистентом и научным сотрудником в лаборатории А. А. Ячевского, потом зав. лабораторией фитопатологических прогнозов (которую сам основал).
Доктор биологических наук (1958), профессор (1962).
С 1958 года работал во Всесоюзном научно-исследовательским институте фитопатологии: до 1976 зав. лабораторией ржавчинных болезней зерновых культур, с 1976 г. профессор-консультант.
Автор монографии: Грибные эпифитотии: (введение в общую эпифитотиологию грибных болезней растении). Сельхозиздат, 1962 — Всего страниц: 471
Заслуженный деятель науки РСФСР (1970).
Награждён орденами Октябрьской Революции, Трудового Красного Знамени и медалями.